# Il clan
Il clan (El Clan) è un film del 2015 diretto da Pablo Trapero.
Il soggetto è basato su un fatto di cronaca realmente avvenuto in Argentina, dove è noto come "il caso Puccio".

## Trama
Nell'Argentina dei primi anni ottanta, subito dopo la fine della guerra delle Falkland, nella città di San Isidro, Arquímedes Puccio, uomo dei servizi segreti, si trova disoccupato e, confidando sulla copertura dei suoi superiori, in particolare di un innominato Commodoro, insieme ad altri due complici decide di organizzare sequestri di persone facoltose, chiedendo riscatti esorbitanti ai familiari. Attrezza quindi allo scopo la cantina e la soffitta di casa, sfruttando la posizione sociale del primogenito Alejandro, detto Alex, brillante campione di rugby della squadra cittadina del CASI e della Nazionale argentina, perché individui i potenziali ostaggi. La prima vittima è Ricardo Manoukian, amico di Alejandro e dei suoi compagni di squadra. Alex ha il compito di distrarre Ricardo mentre il padre e i suoi complici, coperti da passamontagna, portano a termine il rapimento.
Ricardo viene quindi tenuto segregato in casa di Arquímedes, complice anche la moglie Epifanía, mentre gli altri figli di Arquímedes vengono tenuti all'oscuro di tutto. Lo stesso Alejandro non è conoscenza che il piano di Arquímedes prevede che, una volta incassato il riscatto, l'ostaggio venga comunque ucciso. Appresa dai compagni di squadra la notizia del ritrovamento del cadavere di Ricardo, Alejandro viene colto dai sensi di colpa, ma il padre lo tranquillizza raccontandogli che si è trattato di un incidente imprevisto. Oltre al rugby, Alejandro gestisce un negozio di articoli sportivi ed è qui che conosce Monica, entrata come cliente, con cui inizia una relazione. Nel frattempo Arquímedes viene contattato da Gustavo, un uomo pieno di rancore verso l'imprenditore Florencio Aulet, da cui si ritiene defraudato. Arquímedes organizza così il rapimento di Eduardo, figlio di Aulet, usando ancora una volta Alejandro come esca. Stavolta però gli altri figli di Arquímedes, sentendo le urla e i pianti di Eduardo, intuiscono che in casa sta succedendo qualcosa di terribile. Anche Eduardo viene ucciso, nonostante il pagamento del riscatto.
Nel 1983 l'Argentina ritorna alla democrazia e Arquímedes, preoccupato per il nuovo quadro politico, va a trovare in carcere Aníbal Gordon, ex-ufficiale detenuto dei servizi segreti con cui aveva organizzato rapimenti di uomini d'affari negli anni settanta. Gordon rassicura Arquímedes, suggerendogli di restare sotto la protezione dei militari che avrebbero mantenuto la loro influenza anche nella nuova situazione. Arquímedes prepara così l'organizzazione di un altro sequestro e individua nel commerciante Emilio Naum la sua prossima vittima. Alejandro intanto accompagna all'aeroporto il fratello minore Guillermo, in partenza per una trasferta sportiva all'estero con la sua squadra. Guillermo, prima di salire sull'aereo, informa il fratello che non tornerà a casa, avendo intuito le azioni criminali del padre, ed esorta Alejandro a fare altrettanto per il suo stesso bene. Turbato ed in procinto di sposare Monica, Alejandro si rifiuta di collaborare col padre: il rapimento di Naum termina quindi con un fallimento e con la morte del commerciante durante il tentativo di sequestro. Arquímedes inveisce contro Alejandro affermando che Naum era morto proprio per colpa della sua mancata collaborazione.
Per riconciliarsi col padre, Alejandro va all'estero per riportare a casa il secondogenito Daniel, detto "Maguilla", e convincerlo a collaborare col Clan. Maguilla torna a casa accolto con gioia da tutti i familiari, ma la madre sottolinea come la festa sia incompleta perché da un anno ormai non ha più notizie di Guillermo. Arquímedes organizza quindi il sequestro della facoltosa imprenditrice Nélida Bollini Prado, che viene tenuta segregata in condizioni disumane nella cantina di casa dei Puccio. Al contempo però si susseguono alcuni segnali poco incoraggianti: i familiari di Nélida appaiono riluttanti a pagare il riscatto e a casa Puccio iniziano ad arrivare strane telefonate mute. Arquímedes comprende che l'autore delle telefonate è proprio il Commodoro, che, messosi finalmente in contatto con lui, gli dice di non essere più in grado di coprirne le malefatte e lo esorta a liberare Nélida quanto prima. Arquímedes però non desiste e giunge a convincere i familiare a pagare il riscatto: si tratta però di una trappola.
Maguilla e Arquímedes vengono arrestati in flagrante mentre prendono la valigia coi soldi e la polizia irrompe in casa Puccio, liberando l'ostaggio e arrestando tutta la famiglia di Arquímedes ad eccezione di Adriana, la figlia più piccola ancora poco più che bambina. Nonostante le prove contro di lui siano schiaccianti, Arquímedes si rifiuta di ammettere la sua colpevolezza, confidando ancora in una protezione dall'alto, che però non arriva. Monica e i compagni di squadra di Alejandro continuano a credere nella sua innocenza, ma Alejandro, in carcere, non regge alla pressione. Quando in cella Arquímedes lo sollecita a testimoniare il falso, Alejandro si rifiuta. Arquímedes inizia quindi a provocare il figlio, dandogli dell'ingrato e rinfacciandogli che tutto il suo successo sportivo ed economico si basava proprio sui crimini da lui commessi, finché Alejandro picchia selvaggiamente il padre. Il giorno del processo, mentre Arquímedes e Alejandro vengono scortati nell'aula del tribunale, Alejandro riesce a divincolarsi e tenta il suicidio, lanciandosi nel cortile del tribunale dal quinto piano.
I titoli di coda raccontano il seguito della vicenda. Alejandro, sopravvissuto alla caduta, viene condannato all'ergastolo e durante la detenzione tenta il suicidio altre quattro volte. Mónica continua ad andarlo a trovare fino a quando lui le chiede di non vederlo più e di rifarsi una vita. Alejandro muore nel 2008. Maguilla riesce a fuggire prima del processo e si rifugia all'estero per una lunga latitanza, terminata nel 2014 quando, caduti in prescrizione i suoi reati, torna in Argentina. Guillermo non tornerà mai più in Argentina e di lui non si saprà più nulla. Epifanía, dapprima incarcerata, viene assolta per insufficienza di prove. Anche Silvia, la figlia maggiore, viene assolta: morirà di cancro a soli 52 anni. Adriana, riconosciuta estranea ai fatti per la sua giovane età, viene affidata agli zii materni per poi tornare a vivere con la madre. Arquímedes, condannato all'ergastolo, studia legge in carcere e viene infine liberato grazie alla cosiddetta legge del "2x1". Da uomo libero pratica come avvocato e muore infine nel 2013, all'età di 84 anni. Nessun familiare ne reclama le spoglie e finisce sepolto in una fossa comune.

## Produzione
Per la sceneggiatura, il regista, che è anche sceneggiatore, ha condotto un'ampia fase di ricerca, volta a supplire alla scarsa informazione all'epoca nei media tradizionali. Per questo motivo, gran parte della storia è stata fornita sulla base di testimonianze di "amici e alcuni della famiglia che hanno osato parlare".

## Riconoscimenti
- 2015 - Mostra internazionale d'arte cinematografica di Venezia
  - Leone d'argento - Premio speciale per la regia[3]
- 2016 - Premio Goya
  - Miglior film straniero in lingua spagnola[4]